# Союз ТМ-19
Союз ТМ-19 — пилотируемый космический аппарат из серии «Союз ТМ».

## Экипаж

### На взлёте
- Юрий Маленченко (1-й полёт) — командир
- Талгат Мусабаев (1-й полёт) — бортинженер

### На посадке
- Юрий Маленченко (1-й полёт) — командир
- Талгат Мусабаев (1-й полёт) — бортинженер
- Ульф Мербольд (3-й полёт) — космонавт-исследователь

## Описание полёта
Первоначально новички Маленченко и Мусабаев должны были стартовать вместе с опытным космонавтом Стрекаловым, который должен был вернуться на Землю вместе с Афанасьевым и Усачёвым на «Союзе ТМ-18». Однако из-за отмены одного корабля снабжения «Прогресс» вместо Стрекалова на его ложементе в космос отправились продукты питания и расходные материалы. Это привело к необычному составу экипажа, состоящему только из новичков. Стыковка прошла без проблем.
Во время двух выходов в открытый космос — 9 и 13 сентября — Маленченко и Мусабаев провели ремонт теплоизоляции и произвели подготовку для переноса солнечных батарей с модуля «Кристалл» на модуль «Квант». Первоначально в программе были запланированы 4 выхода в открытый космос, во время которых планировалось произвести перенос солнечных батарей. По причине задержки старта модуля «Спектр» перенос батарей отложили на весну 1995 года.
В составе экипажа был также врач Валерий Поляков, остававшийся на станции в течение 14 месяцев.
Научная программа охватывала области астрофизики, биотехнологии и наблюдения Земли.
3 ноября Мусабаев, Маленченко и Мербольд провели пробную отстыковку и отошли от «Мира» на 190 метров. Затем они активировали системы стыковки «Курс» и успешно пристыковались к станции. Этот тест должен был прояснить проблему, которая случилась при автоматической стыковке «Союза ТМ-20» и «Прогресса М-24» (две неудачных попытки автоматической стыковки, причём во время второй произошло столкновение транспортного корабля и модуля «Квант»; в итоге «Прогресс» был пристыкован Юрием Маленченко в ручном режиме при помощи системы «ТОРУ»).
Провиант и расходные материалы доставлялись транспортным кораблём «Прогресс М-24».